# Фридрих IV (Мьорс)
Вижте пояснителната страница за други личности с името Фридрих IV.
Фридрих IV фон Мьорс (на немски: Friedrich IV von Mörs; * ок. 1375; † 11 юли 1448) е от 1399 до 1418 г. граф на Графство Сарверден, от 1418 г. до смъртта си на граф на Графство Мьорс. От 1408 г. той е щатхалтер на Херцогство Люксембург и Графство Шини. От 1429 до 1436 г. е регент на Господство Лихтенберг.

## Произход и управление
Той е най-възрастният син на граф Фридрих III фон Мьорс (* ок. 1354; † 12 май 1417) и съпругата му графиня Валбурга фон Сарверден (* пр. 1367; † 23 октомври 1418), дъщеря на граф Йохан II фон Сарверден и Клара фон Финстинген-Бракенкопф. Майка му е сестра и наследничка на кьолнският архиепископ Фридрих III фон Сарверден († 1414), който определя Фридрих IV за наследник на графството Сарверден.
Брат е на Йохан I († 1431), Валрам († 1456), епископ на Утрехт и Мюнстер, Дитрих († 1463), архиепископ на Кьолн и епископ на Падерборн, и Хайнрих († 1450), епископ на Мюнстер и Оснабрюк.
През 1417 г. Фридрих IV наследява баща си граф Фридрих III. Той задържа графството Мьорс, а графството Сарверден дава през 1418 г. на по-малкия си брат Йохан I.
Фридрих започва служба при херцога на Бургундия и е изпращан на дипломатически мисии в Европа. На 30 ноември 1431 г. херцог Филип Добрия му дава ордена на Златното руно (Diplom Nr. 26). От 1439 до 1443 г. той е хауптман на Херцогство Люксембург.
Фридрих IV умира на 11 юли 1448 г. и е погребан в Св. Панталеон, Кьолн.

## Фамилия
Фридрих IV се жени през 1392 г. за Енгелберта фон Клеве-Марк (* ок. 1383; † 7 декември 1458), дъщеря на Адолф III фон Марк (1334 – 1394) и Маргарета фон Юлих († 1425). Чичо му архиепископ Фридрих III му подарява 10 000 гулдена. Те имат децата:
- Валбурга († 1459), I. сгодена като дете и омъжена на 3 април 1426 г. за Якоб фон Лихтенберг (1416 – 1480), син на Лудвиг IV фон Лихтенберг († 1434), II. омъжена на 22 януари 1437 г. за Вилхелм от Егмонт (1412 – 1483), син на Ян II от Егмонт († 1451) (Дом Егмонт)
- Винценц († 1499), граф на Мьорс и Сарверден, женен на 10 март 1435 г. за пфалцграфиня Анна Катарина фон Пфалц-Зимерн-Цвайбрюкен (1413 – 1468), дъщеря на пфалцграф Стефан фон Пфалц-Зимерн-Цвайбрюкен (1385 – 1459) и Анна фон Велденц († 1439)
- Маргарета († 1453), омъжена 1425 г. за Герхард фон Лоен, господар на Юлих, граф на Бланкенхайм († 1460) (Спанхайми)
- Йохана († 1461), омъжена 1448 г. за граф Якоб I фон Хорн († 1488), син на граф Вилем VII фон Хорн-Алтена († 1433)
- Клара († 1459/61), 1448/58 абатиса на Санкт Квирин в Нойс